# Theatrum Orbis Terrarum
Theatrum Orbis Terrarum (tiếng Latinh: [tʰɛˈaːtrũː ˈɔrbɪs tɛˈrːaːrũː], Tiếng Anh: "Theatre of the Orb of the World") 
được coi là tập bản đồ hiện đại thật sự đầu tiên. Được viết bởi Abraham Ortelius, với sự khuyến khích mạnh mẽ bởi Gillis Hooftman và được in lần đầu vào ngày 20 tháng 5 năm 1570 tại Antwerp,  nó bao gồm một bộ sưu tập các tấm bản đồ thống nhất và các văn bản hỗ trợ gộp lại để tạo thành một cuốn sách chứa các tấm bản in bằng đồng được khắc cụ thể. Bản đồ Ortelius đôi khi được gọi là bản tóm tắt của bản đồ thế kỷ 16. Ấn phẩm của Dramrum Orbis Terrarum (1570) thường được coi là sự khởi đầu chính thức của Thời đại hoàng kim của Hà Lan (khoảng thập niên 1570 và thập niên 1670).